# Блаженият
„Блаженият“ е български игрален филм, (драма) от 2021 година на режисьора Станимир Трифонов, по сценарий на Емил Андреев и Боряна Милушева-Дукова. Оператор е Кирил Проданов. Музиката във филма е на Георги Стрезов.
Филмът е заснет по повестта „Боби Блажения и Другия американец“ на Емил Андреев.
Сниман е в Русе, Държавната психиатрична болница в с. Карлуково, Специализираната белодробна болница „Цар Фердинанд I“ в с. Искрец и София.

## Актьорски състав
| Изпълнител            | Роля                            |
| --------------------- | ------------------------------- |
| Александър Тонев      | Боби Алексов                    |
| Лорина Камбурова      | Катя                            |
| Параскева Джукелова   | Райна Алексова, майката на Боби |
| Стефан Денолюбов      | Петко                           |
| Цветан Алексиев       | Бончук                          |
| Любен Чаталов         | отец Стефан                     |
| Николай Урумов        | Цеко Цеков                      |
| Александър Станкулов  | Боби - дете                     |
| Пламен Димов          | Джоузеф Келър                   |
| Людмил Христов        | Джон Кенеди                     |
| Свежен Младенов       | Благой Алексов, бащата на Боби  |
| Михаил Петров         | доктор Конов - баща             |
| Тони Минасян          | доктор Конов - син              |
| Аделина Томова        | Божанка                         |
| Мария Сотирова        | Пръвка                          |
| Любомир Кънев         | Чипев                           |
| Теодор Папазов        | Иван                            |
| Борис Кашев           | Кирилов                         |
| Ивайло Ненов          | Новков                          |
| Далия Урумова         | Новкова                         |
| Ивана Колева          | Мита - дете                     |
| Максимилиан Топалов   | Андрей - дете                   |
| Димитър Терзиев       | доктор Стоянов                  |
| Огнян Жеков           | свещеник                        |
| Александър Койнов     | Нечаев                          |
| Мира Миленова         | Катя - дете                     |
| Ралица Метева         | майката на Катя                 |
| Никола Мавров         | Петьо - дете                    |
| Любомир Василев       | бръснар                         |
| Валентин Алахверджиев | клиент в бръснарницата          |
| Владимир Илиев        | клиент в бръснарницата          |
| Евгения Явашева       | клиентка в аптеката             |
| Надя Стойкова         | клиентка в аптеката             |
| Зоя Костадинова       | роднина на опелото              |
| Станислава Коцева     | роднина на опелото              |
| Станислава Коцева     | касиерка в банката              |
| Добромир Байчев       | касиер в банката                |
| Велин Николов         | ватман                          |
| Крум Гергицов         | враг на народа                  |
| Пламен Личев          | враг на народа                  |
| Калин Карабуюков      | партизанин                      |

и др.